# Petaluma (Kalifornia)
Petaluma város az Amerikai Egyesült Államok Kalifornia államában, Sonoma megyében. Lakosainak száma 59 776 fő (2020. április 1.).

## Népesség
A település népességének változása:

| 2010 | 57 941 |
| 2020 | 59 776 |